# Schürgerecht
Unter Schürgerecht versteht man das Recht, auf bzw. über ein Grundstück zu schürgen, was so viel wie „schieben“ oder „treiben“ meint. Ein Grundstück, zu welchem man ein Schürgerecht innehat, darf man somit z. B. mit einer Schubkarre oder einer Viehherde überqueren. 
Dieses Recht wurde früher vom Katasteramt für Flurstücke im Stadt-, Land- oder Staatsbesitz vergeben, damit Eigentümer eingeschlossener oder angrenzender Flurstücke diese bewirtschaften (z. B. Weide) oder pflegen (z. B. Hecke an der Außenseite des Grundstücks) konnten.
Ein ähnliches Recht könnte man nach heutigem deutschen Zivilrecht als Grunddienstbarkeit, § 1018 BGB, vereinbaren.